# كارلوس ألبرتو دياز
كارلوس ألبرتو دياز (بالبرتغالية: Carlos Alberto Costa Dias‏) (مواليد 5 مايو 1967) هو لاعب كرة قدم. يلعب مع منتخب البرازيل لكرة القدم منذ عام 1992.

## وصلات خارجية
- كارلوس ألبرتو دياز على موقع رابطة كرة القدم اليابانية للمحترفين (اليابانية)
- كارلوس ألبرتو دياز على موقع قاعدة بيانات كرة القدم.إي يو (الإنجليزية)
- كارلوس ألبرتو دياز على موقع ناشيونال فوتبول تيمز (الإنجليزية)
- كارلوس ألبرتو دياز على موقع عالم كرة القدم.نت (الإنجليزية)

- National Football Teams